# Gran Premio motociclistico d'Olanda 2023
Il Gran Premio motociclistico d'Olanda 2023 è stato l'ottava prova del motomondiale del 2023. Le vittorie nelle quattro classi sono andate a: Marco Bezzecchi in sprint e Francesco Bagnaia nella gara della MotoGP, Jake Dixon in Moto2, Jaume Masiá in Moto3 e Matteo Ferrari nelle due gare della MotoE. Per Dixon si tratta della prima vittoria nel contesto del motomondiale.

## MotoGP

### Sprint

#### Arrivati al traguardo
| Pos. | Nº | Pilota            | Squadra                     | Motocicletta       | Giri | Tempo     | Griglia | Punti |
| ---- | -- | ----------------- | --------------------------- | ------------------ | ---- | --------- | ------- | ----- |
| 1º   | 72 | Marco Bezzecchi   | Mooney VR46 Racing          | Ducati Desmosedici | 13   | 20'09.174 | 1º      | 12    |
| 2º   | 1  | Francesco Bagnaia | Ducati Lenovo               | Ducati Desmosedici | 13   | +1.294    | 2º      | 9     |
| 3º   | 20 | Fabio Quartararo  | Monster Energy Yamaha       | Yamaha YZR-M1      | 13   | +1.872    | 4º      | 7     |
| 4º   | 41 | Aleix Espargaró   | Aprilia Racing              | Aprilia RS-GP      | 13   | +2.245    | 6º      | 6     |
| 5º   | 33 | Brad Binder       | Red Bull KTM Factory Racing | KTM RC16           | 13   | +4.582    | 5º      | 5     |
| 6º   | 89 | Jorge Martín      | Prima Pramac Racing         | Ducati Desmosedici | 13   | +5.036    | 10º     | 4     |
| 7º   | 12 | Maverick Viñales  | Aprilia Racing              | Aprilia RS-GP      | 13   | +5.876    | 7º      | 3     |
| 8º   | 23 | Enea Bastianini   | Ducati Lenovo               | Ducati Desmosedici | 13   | +10.102   | 18º     | 2     |
| 9º   | 73 | Álex Márquez      | Gresini Racing              | Ducati Desmosedici | 13   | +10.525   | 9º      | 1     |
| 10º  | 10 | Luca Marini       | Mooney VR46 Racing          | Ducati Desmosedici | 13   | +10.556   | 3º      |       |
| 11º  | 43 | Jack Miller       | Red Bull KTM Factory Racing | KTM RC16           | 13   | +11.191   | 12º     |       |
| 12º  | 30 | Takaaki Nakagami  | LCR Honda Idemitsu          | Honda RC213V       | 13   | +11.473   | 14º     |       |
| 13º  | 5  | Johann Zarco      | Prima Pramac Racing         | Ducati Desmosedici | 13   | +15.439   | 8º      |       |
| 14º  | 37 | Augusto Fernández | GasGas Factory Racing Tech3 | KTM RC16           | 13   | +17.754   | 21º     |       |
| 15º  | 21 | Franco Morbidelli | Monster Energy Yamaha       | Yamaha YZR-M1      | 13   | +19.508   | 15º     |       |
| 16º  | 32 | Lorenzo Savadori  | Aprilia Racing              | Aprilia RS-GP      | 13   | +19.664   | 19º     |       |
| 17º  | 93 | Marc Márquez      | Repsol Honda                | Honda RC213V       | 13   | +19.916   | 17º     |       |
| 18º  | 25 | Raúl Fernández    | CryptoData RNF              | Aprilia RS-GP      | 13   | +20.583   | 16º     |       |
| 19º  | 88 | Miguel Oliveira   | CryptoData RNF              | Aprilia RS-GP      | 13   | +24.269   | 11º     |       |
| 20º  | 27 | Iker Lecuona      | Repsol Honda                | Honda RC213V       | 13   | +24.727   | 22º     |       |
| 21º  | 94 | Jonas Folger      | GasGas Factory Racing Tech3 | KTM RC16           | 13   | +32.056   | 23º     |       |
| 22º  | 6  | Stefan Bradl      | LCR Honda Castrol           | Honda RC213V       | 13   | +35.372   | 20º     |       |

#### Ritirato
| Nº | Pilota                | Squadra        | Motocicletta       | Giri | Griglia |
| -- | --------------------- | -------------- | ------------------ | ---- | ------- |
| 49 | Fabio Di Giannantonio | Gresini Racing | Ducati Desmosedici | 3    | 13º     |

### Gara

#### Arrivati al traguardo
| Pos. | Nº | Pilota            | Squadra                     | Motocicletta       | Giri | Tempo     | Griglia | Punti |
| ---- | -- | ----------------- | --------------------------- | ------------------ | ---- | --------- | ------- | ----- |
| 1º   | 1  | Francesco Bagnaia | Ducati Lenovo               | Ducati Desmosedici | 26   | 40'37.640 | 2º      | 25    |
| 2º   | 72 | Marco Bezzecchi   | Mooney VR46 Racing          | Ducati Desmosedici | 26   | +1.223    | 1º      | 20    |
| 3º   | 41 | Aleix Espargaró   | Aprilia Racing              | Aprilia RS-GP      | 26   | +1.925    | 6º      | 16    |
| 4º   | 33 | Brad Binder       | Red Bull KTM Factory Racing | KTM RC16           | 26   | +1.528    | 5º      | 13    |
| 5º   | 89 | Jorge Martín      | Prima Pramac Racing         | Ducati Desmosedici | 26   | +1.934    | 10º     | 11    |
| 6º   | 73 | Álex Márquez      | Gresini Racing              | Ducati Desmosedici | 26   | +12.437   | 9º      | 10    |
| 7º   | 10 | Luca Marini       | Mooney VR46 Racing          | Ducati Desmosedici | 26   | +14.174   | 3º      | 9     |
| 8º   | 30 | Takaaki Nakagami  | LCR Honda Idemitsu          | Honda RC213V       | 26   | +14.616   | 14º     | 8     |
| 9º   | 21 | Franco Morbidelli | Monster Energy Yamaha       | Yamaha YZR-M1      | 26   | +29.335   | 15º     | 7     |
| 10º  | 37 | Augusto Fernández | GasGas Factory Racing Tech3 | KTM RC16           | 26   | +33.736   | 20º     | 6     |
| 11º  | 32 | Lorenzo Savadori  | Aprilia Racing              | Aprilia RS-GP      | 26   | +35.084   | 18º     | 5     |
| 12º  | 25 | Raúl Fernández    | CryptoData RNF              | Aprilia RS-GP      | 26   | +39.622   | 16º     | 4     |
| 13º  | 6  | Stefan Bradl      | LCR Honda Castrol           | Honda RC213V       | 26   | +42.504   | 19º     | 3     |
| 14º  | 94 | Jonas Folger      | GasGas Factory Racing Tech3 | KTM RC16           | 26   | +45.609   | 22º     | 2     |

#### Ritirati
| Nº | Pilota                | Squadra                     | Motocicletta       | Giri | Griglia |
| -- | --------------------- | --------------------------- | ------------------ | ---- | ------- |
| 49 | Fabio Di Giannantonio | Gresini Racing              | Ducati Desmosedici | 18   | 13º     |
| 27 | Iker Lecuona          | Repsol Honda                | Honda RC213V       | 14   | 21º     |
| 88 | Miguel Oliveira       | CryptoData RNF              | Aprilia RS-GP      | 12   | 11º     |
| 23 | Enea Bastianini       | Ducati Lenovo               | Ducati Desmosedici | 6    | 17º     |
| 12 | Maverick Viñales      | Aprilia Racing              | Aprilia RS-GP      | 3    | 7º      |
| 20 | Fabio Quartararo      | Monster Energy Yamaha       | Yamaha YZR-M1      | 2    | 4º      |
| 5  | Johann Zarco          | Prima Pramac Racing         | Ducati Desmosedici | 2    | 8º      |
| 43 | Jack Miller           | Red Bull KTM Factory Racing | KTM RC16           | 1    | 12º     |

## Moto2

### Arrivati al traguardo
| Pos. | Nº | Pilota                  | Squadra                        | Motocicletta | Giri | Tempo     | Griglia | Punti |
| ---- | -- | ----------------------- | ------------------------------ | ------------ | ---- | --------- | ------- | ----- |
| 1º   | 96 | Jake Dixon              | Inde GasGas Aspar              | Kalex        | 22   | 35'43.411 | 2º      | 25    |
| 2º   | 79 | Ai Ogura                | Idemitsu Honda Team Asia       | Kalex        | 22   | +1.334    | 3º      | 20    |
| 3º   | 37 | Pedro Acosta            | Red Bull KTM Ajo               | Kalex        | 22   | +4.448    | 6º      | 16    |
| 4º   | 54 | Fermín Aldeguer         | Beta Tools SpeedUp             | Boscoscuro   | 22   | +4.487    | 4º      | 13    |
| 5º   | 40 | Arón Canet              | Pons Wegow Los40               | Kalex        | 22   | +4.884    | 11º     | 11    |
| 6º   | 21 | Alonso López            | Beta Tools SpeedUp             | Boscoscuro   | 22   | +9.555    | 1º      | 10    |
| 7º   | 14 | Tony Arbolino           | Elf Marc VDS Racing            | Kalex        | 22   | +9.625    | 10º     | 9     |
| 8º   | 18 | Manuel González         | Correos Prepago Yamaha VR46    | Kalex        | 22   | +10.547   | 12º     | 8     |
| 9º   | 75 | Albert Arenas           | Red Bull KTM Ajo               | Kalex        | 22   | +10.615   | 8º      | 7     |
| 10º  | 13 | Celestino Vietti        | Fantic Racing                  | Kalex        | 22   | +10.761   | 9º      | 6     |
| 11º  | 22 | Sam Lowes               | Elf Marc VDS Racing            | Kalex        | 22   | +15.964   | 5º      | 5     |
| 12º  | 7  | Barry Baltus            | Fieten Olie Racing GP          | Kalex        | 22   | +18.234   | 16º     | 4     |
| 13º  | 11 | Sergio García           | Pons Wegow Los40               | Kalex        | 22   | +20.408   | 17º     | 3     |
| 14º  | 15 | Darryn Binder           | Liqui Moly Husqvarna Intact GP | Kalex        | 22   | +20.639   | 15º     | 2     |
| 15º  | 52 | Jeremy Alcoba           | QJMotor Gresini                | Kalex        | 22   | +24.492   | 18º     | 1     |
| 16º  | 3  | Lukas Tulovic           | Liqui Moly Husqvarna Intact GP | Kalex        | 22   | +29.416   | 19º     |       |
| 17º  | 99 | Carlos Tatay            | OnlyFans American Racing       | Kalex        | 22   | +32.440   | 20º     |       |
| 18º  | 16 | Joe Roberts             | Italtrans Racing               | Kalex        | 22   | +35.017   | 14º     |       |
| 19º  | 71 | Dennis Foggia           | Italtrans Racing               | Kalex        | 22   | +35.235   | 25º     |       |
| 20º  | 84 | Zonta van den Goorbergh | Fieten Olie Racing GP          | Kalex        | 22   | +50.394   | 22º     |       |
| 21º  | 23 | Taiga Hada              | Pertamina Mandalika SAG        | Kalex        | 22   | +1'09.768 | 27º     |       |
| 22º  | 55 | Yeray Ruiz              | Forward Team                   | Forward      | 19   | +3 giri   | 26º     |       |

### Ritirati
| Nº | Pilota           | Squadra                  | Motocicletta | Giri | Griglia |
| -- | ---------------- | ------------------------ | ------------ | ---- | ------- |
| 12 | Filip Salač      | QJMotor Gresini          | Kalex        | 21   | 13º     |
| 72 | Borja Gómez      | Fantic Racing            | Kalex        | 18   | 23º     |
| 17 | Álex Escrig      | Forward Team             | Forward      | 17   | 28º     |
| 28 | Izan Guevara     | Inde GasGas Aspar        | Kalex        | 15   | 24º     |
| 4  | Sean Dylan Kelly | OnlyFans American Racing | Kalex        | 15   | 21º     |
| 35 | Somkiat Chantra  | Idemitsu Honda Team Asia | Kalex        | 9    | 7º      |

## Moto3

### Arrivati al traguardo
| Pos. | Nº | Pilota             | Squadra                        | Motocicletta  | Giri | Tempo     | Griglia | Punti |
| ---- | -- | ------------------ | ------------------------------ | ------------- | ---- | --------- | ------- | ----- |
| 1º   | 5  | Jaume Masiá        | Leopard Racing                 | Honda NSF250R | 20   | 34'14.619 | 8º      | 25    |
| 2º   | 71 | Ayumu Sasaki       | Liqui Moly Husqvarna Intact GP | Husqvarna     | 20   | +0.081    | 4º      | 20    |
| 3º   | 53 | Deniz Öncü         | Red Bull KTM Ajo               | KTM RC 250 GP | 20   | +0.276    | 5º      | 16    |
| 4º   | 48 | Iván Ortolá        | Angeluss MTA                   | KTM RC 250 GP | 20   | +0.324    | 20º     | 13    |
| 5º   | 44 | David Muñoz        | Boé Motorsports                | KTM RC 250 GP | 20   | +0.401    | 1º      | 11    |
| 6º   | 99 | José Antonio Rueda | Red Bull KTM Ajo               | KTM RC 250 GP | 20   | +0.507    | 11º     | 10    |
| 7º   | 95 | Collin Veijer      | Liqui Moly Husqvarna Intact GP | Husqvarna     | 20   | +0.819    | 9º      | 9     |
| 8º   | 55 | Romano Fenati      | Rivacold Snipers               | Honda NSF250R | 20   | +1.056    | 10º     | 8     |
| 9º   | 66 | Joel Kelso         | CFMoto Racing PrüstelGP        | CFMoto        | 20   | +1.341    | 2º      | 7     |
| 10º  | 82 | Stefano Nepa       | Angeluss MTA                   | KTM RC 250 GP | 20   | +2.024    | 6º      | 6     |
| 11º  | 27 | Kaito Toba         | SIC58 Squadra Corse            | Honda NSF250R | 20   | +11.736   | 7º      | 5     |
| 12º  | 10 | Diogo Moreira      | MT Helmets - MSI               | KTM RC 250 GP | 20   | +12.254   | 22º     | 4     |
| 13º  | 80 | David Alonso       | Valresa GasGas Aspar           | Gas Gas       | 20   | +12.317   | 17º     | 3     |
| 14º  | 43 | Xavier Artigas     | CFMoto Racing PrüstelGP        | CFMoto        | 20   | +12.592   | 19º     | 2     |
| 15º  | 6  | Ryusei Yamanaka    | Valresa GasGas Aspar           | Gas Gas       | 20   | +12.594   | 25º     | 1     |
| 16º  | 18 | Matteo Bertelle    | Rivacold Snipers               | Honda NSF250R | 20   | +12.646   | 16º     |       |
| 17º  | 72 | Taiyo Furusato     | Honda Team Asia                | Honda NSF250R | 20   | +12.898   | 18º     |       |
| 18º  | 54 | Riccardo Rossi     | SIC58 Squadra Corse            | Honda NSF250R | 20   | +13.041   | 3º      |       |
| 19º  | 16 | Andrea Migno       | CIP Green Power                | KTM RC 250 GP | 20   | +13.100   | 12º     |       |
| 20º  | 38 | David Salvador     | CIP Green Power                | KTM RC 250 GP | 20   | +14.651   | 14º     |       |
| 21º  | 7  | Filippo Farioli    | Red Bull KTM Tech3             | KTM RC 250 GP | 20   | +22.458   | 21º     |       |
| 22º  | 19 | Scott Ogden        | VisionTrack Racing             | Honda NSF250R | 20   | +26.301   | 13º     |       |
| 23º  | 64 | Mario Aji          | Honda Team Asia                | Honda NSF250R | 20   | +26.374   | 24º     |       |
| 24º  | 22 | Ana Carrasco       | Boé Motorsports                | KTM RC 250 GP | 20   | +31.379   | 26º     |       |
| 25º  | 96 | Daniel Holgado     | Red Bull KTM Tech3             | KTM RC 250 GP | 20   | +1'14.539 | 27º     |       |

### Ritirati
| Nº | Pilota           | Squadra            | Motocicletta  | Giri | Griglia |
| -- | ---------------- | ------------------ | ------------- | ---- | ------- |
| 31 | Adrián Fernández | Leopard Racing     | Honda NSF250R | 4    | 15º     |
| 70 | Joshua Whatley   | VisionTrack Racing | Honda NSF250R | 2    | 23º     |

## MotoE
Tutti i piloti sono dotati di motocicletta fornita dalla Ducati.

### Gara 1

#### Arrivati al traguardo
| Pos. | Nº | Pilota             | Squadra                    | Giri | Tempo     | Griglia | Punti |
| ---- | -- | ------------------ | -------------------------- | ---- | --------- | ------- | ----- |
| 1º   | 11 | Matteo Ferrari     | Felo Gresini               | 7    | 11'50.202 | 2º      | 25    |
| 2º   | 81 | Jordi Torres       | Openbank Aspar             | 7    | +0.676    | 1º      | 20    |
| 3º   | 3  | Randy Krummenacher | Dynavolt Intact GP         | 7    | +0.955    | 4º      | 16    |
| 4º   | 40 | Mattia Casadei     | HP Pons Los40              | 7    | +2.230    | 10º     | 13    |
| 5º   | 9  | Andrea Mantovani   | RNF                        | 7    | +2.330    | 5º      | 11    |
| 6º   | 51 | Eric Granado       | LCR E-Team                 | 7    | +3.068    | 3º      | 10    |
| 7º   | 4  | Héctor Garzó       | Dynavolt Intact GP         | 7    | +7.054    | 12º     | 9     |
| 8º   | 53 | Esteve Rabat       | Prettl Pramac              | 7    | +7.182    | 9º      | 8     |
| 9º   | 29 | Nicholas Spinelli  | HP Pons Los40              | 7    | +7.190    | 11º     | 7     |
| 10º  | 21 | Kevin Zannoni      | Ongetta SIC58 Squadracorse | 7    | +7.232    | 8º      | 6     |
| 11º  | 77 | Miquel Pons        | LCR E-Team                 | 7    | +7.345    | 7º      | 5     |
| 12º  | 61 | Alessandro Zaccone | Tech3 E-racing             | 7    | +7.489    | 6º      | 4     |
| 13º  | 34 | Kevin Manfredi     | Ongetta SIC58 Squadracorse | 7    | +7.715    | 14º     | 3     |
| 14º  | 78 | Hikari Ōkubo       | Tech3 E-racing             | 7    | +8.195    | 13º     | 2     |
| 15º  | 72 | Alessio Finello    | Felo Gresini               | 7    | +14.156   | 16º     | 1     |
| 16º  | 23 | Luca Salvadori     | Prettl Pramac              | 7    | +14.617   | 15º     |       |
| 17º  | 8  | Mika Pérez         | RNF                        | 7    | +18.514   | 17º     |       |
| 18º  | 6  | María Herrera      | OpenBank Aspar             | 7    | +38.627   | 18º     |       |

### Gara 2

#### Arrivati al traguardo
| Pos. | Nº | Pilota             | Squadra                    | Giri | Tempo     | Griglia | Punti |
| ---- | -- | ------------------ | -------------------------- | ---- | --------- | ------- | ----- |
| 1º   | 11 | Matteo Ferrari     | Felo Gresini               | 7    | 11'51.376 | 2º      | 25    |
| 2º   | 81 | Jordi Torres       | Openbank Aspar             | 7    | +0.078    | 1º      | 20    |
| 3º   | 40 | Mattia Casadei     | HP Pons Los40              | 7    | +1.610    | 10º     | 16    |
| 4º   | 51 | Eric Granado       | LCR E-Team                 | 7    | +1.826    | 3º      | 13    |
| 5º   | 77 | Miquel Pons        | LCR E-Team                 | 7    | +2.858    | 7º      | 11    |
| 6º   | 21 | Kevin Zannoni      | Ongetta SIC58 Squadracorse | 7    | +2.875    | 8º      | 10    |
| 7º   | 61 | Alessandro Zaccone | Tech3 E-racing             | 7    | +3.898    | 6º      | 9     |
| 8º   | 29 | Nicholas Spinelli  | HP Pons Los40              | 7    | +3.978    | 11º     | 8     |
| 9º   | 3  | Randy Krummenacher | Dynavolt Intact GP         | 7    | +4.218    | 4º      | 7     |
| 10º  | 34 | Kevin Manfredi     | Ongetta SIC58 Squadracorse | 7    | +6.343    | 14º     | 6     |
| 11º  | 4  | Héctor Garzó       | Dynavolt Intact GP         | 7    | +6.502    | 12º     | 5     |
| 12º  | 78 | Hikari Ōkubo       | Tech3 E-racing             | 7    | +8.620    | 13º     | 4     |
| 13º  | 72 | Alessio Finello    | Felo Gresini               | 7    | +10.119   | 16º     | 3     |
| 14º  | 8  | Mika Pérez         | RNF                        | 7    | +12.683   | 17º     | 2     |
| 15º  | 6  | María Herrera      | OpenBank Aspar             | 7    | +22.444   | 18º     | 1     |

#### Ritirati
| Nº | Pilota           | Squadra       | Giri | Griglia |
| -- | ---------------- | ------------- | ---- | ------- |
| 9  | Andrea Mantovani | RNF           | 6    | 5º      |
| 23 | Luca Salvadori   | Prettl Pramac | 6    | 15º     |
| 53 | Esteve Rabat     | Prettl Pramac | 0    | 9º      |